# Familias frente a frente
Familias Frente a Frente, Desafío en la Cocina, abreviado como "FFF", es un reality show argentino que busca a la mejor familia cocinera del país. Es la adaptación argentina del programa; "Family Food Fight" y se emite por la pantalla de Telefe. Está conducido por Leandro "Chino" Leunis y el jurado está compuesto por Christophe Krywonis, Dolli Irigoyen y Mauricio Asta.

## Formato
El programa se emite en formato semanal. En las semanas de competencia participan todas las familias cocinando dos menús indicados por los jurados, resultando dos de ellas nominadas; esas dos familias la semana siguiente tendrán que ir a un duelo en la cual tendrán que cocinar dos platos y serán puntuados por el jurado, quien obtenga menor puntaje será eliminado de la competencia.

## Familias[4]
| Familia   | Miembros  | Miembros   | Miembros             | Miembros    | Cultura    | Estado          | Sent. |
| --------- | --------- | ---------- | -------------------- | ----------- | ---------- | --------------- | ----- |
| Andreu    | Máxima    | Elena      | Efrosina             | Jorge       | Griega     | Ganadores       | 6     |
| Kaspin    | Perla     | Graciela   | Romina               | Daniela     | Judía      | 2º lugar        | 4     |
| Ramírez   | Salvador  | Lorena     | Pilar                | Fabiano     | Española   | 10.º Eliminados | 6     |
| Ho        | Esteban   | Martín     | Anra                 | Joo         | Coreana    | 9.º Eliminados  | 4     |
| De Santo  | Salvatore | Stefano    | María de los Ángeles | Juan Carlos | Italiana   | 8.º Eliminados  | 2     |
| Rodríguez | Martha    | Luis       | Analy                | Luis        | Peruana    | 7.º Eliminados  | 3     |
| Santos    | Jandiara  | Vera Lucía | Nadiene              | Kely        | Brasileña  | 6.º Eliminados  | 2     |
| Pupelis   | Liliana   | Susana     | Juan Pablo           | Marcos      | Lituana    | 5.º Eliminados  | 1     |
| López     | Edna      | Fanny      | Félix                | Daniela     | Mexicana   | 4.º Eliminados  | 4     |
| Salas     | Ernesto   | Daisy      | Yeni                 | Lucas       | Cubana     | 3.º Eliminados  | 3     |
| Benutye   | Carlos    | Sandra     | Ludmila              | Valentina   | Italiana   | 2.º Eliminados  | 1     |
| Gomez     | Agostina  | Luciano    | Daniel               | Bianca      | Colombiana | 1.º Eliminados  | 1     |

## Tabla estadística
| Andreu                     | 23 | 16                    | 25                    | 21                    | 24                    | 30                    | 25                    | A                     | 29                    | 27                    | 7                     | Familia Ganadora      |                       |                       |                       |                       |                       |                       |                       |                       |                       |                       |                       |                       |                       |                       |                       |                       |                       |                       |
| Kaspin                     | 27 | 30                    | 19                    | 28                    | 27                    | 25                    | 24                    | A                     | 30                    | 28                    | 4                     | Familia Finalista     |                       |                       |                       |                       |                       |                       |                       |                       |                       |                       |                       |                       |                       |                       |                       |                       |                       |                       |
| Ramírez                    | 17 | 16                    | 21                    | 21                    | 26                    | 26                    | 25                    | A                     | 26                    | 20                    | 10ª Familia Eliminada | 10ª Familia Eliminada | 10ª Familia Eliminada | 10ª Familia Eliminada | 10ª Familia Eliminada | 10ª Familia Eliminada | 10ª Familia Eliminada | 10ª Familia Eliminada | 10ª Familia Eliminada | 10ª Familia Eliminada | 10ª Familia Eliminada | 10ª Familia Eliminada | 10ª Familia Eliminada | 10ª Familia Eliminada | 10ª Familia Eliminada | 10ª Familia Eliminada | 10ª Familia Eliminada | 10ª Familia Eliminada | 10ª Familia Eliminada | 10ª Familia Eliminada |
| Ho                         | 16 | 17                    | 24                    | 24                    | 27                    | 26                    | 23                    | A                     | 28                    | 9ª Familia Eliminada  | 9ª Familia Eliminada  | 9ª Familia Eliminada  | 9ª Familia Eliminada  | 9ª Familia Eliminada  | 9ª Familia Eliminada  | 9ª Familia Eliminada  | 9ª Familia Eliminada  | 9ª Familia Eliminada  | 9ª Familia Eliminada  | 9ª Familia Eliminada  | 9ª Familia Eliminada  | 9ª Familia Eliminada  | 9ª Familia Eliminada  | 9ª Familia Eliminada  | 9ª Familia Eliminada  | 9ª Familia Eliminada  | 9ª Familia Eliminada  | 9ª Familia Eliminada  | 9ª Familia Eliminada  |                       |
| De Santo                   | 29 | 20                    | 17                    | 26                    | 22                    | 27                    | 27                    | A                     | 8ª Familia Eliminada  | 8ª Familia Eliminada  | 8ª Familia Eliminada  | 8ª Familia Eliminada  | 8ª Familia Eliminada  | 8ª Familia Eliminada  | 8ª Familia Eliminada  | 8ª Familia Eliminada  | 8ª Familia Eliminada  | 8ª Familia Eliminada  | 8ª Familia Eliminada  | 8ª Familia Eliminada  | 8ª Familia Eliminada  | 8ª Familia Eliminada  | 8ª Familia Eliminada  | 8ª Familia Eliminada  | 8ª Familia Eliminada  | 8ª Familia Eliminada  | 8ª Familia Eliminada  | 8ª Familia Eliminada  |                       |                       |
| Rodríguez                  | 19 | 23                    | 23                    | 22                    | 23                    | 28                    | 25                    | 7ª Familia Eliminada  | 7ª Familia Eliminada  | 7ª Familia Eliminada  | 7ª Familia Eliminada  | 7ª Familia Eliminada  | 7ª Familia Eliminada  | 7ª Familia Eliminada  | 7ª Familia Eliminada  | 7ª Familia Eliminada  | 7ª Familia Eliminada  | 7ª Familia Eliminada  | 7ª Familia Eliminada  | 7ª Familia Eliminada  | 7ª Familia Eliminada  | 7ª Familia Eliminada  | 7ª Familia Eliminada  | 7ª Familia Eliminada  | 7ª Familia Eliminada  | 7ª Familia Eliminada  | 7ª Familia Eliminada  |                       |                       |                       |
| Santos                     | 11 | 22                    | 20                    | 23                    | 26                    | 25                    | 6ª Familia Eliminada  | 6ª Familia Eliminada  | 6ª Familia Eliminada  | 6ª Familia Eliminada  | 6ª Familia Eliminada  | 6ª Familia Eliminada  | 6ª Familia Eliminada  | 6ª Familia Eliminada  | 6ª Familia Eliminada  | 6ª Familia Eliminada  | 6ª Familia Eliminada  | 6ª Familia Eliminada  | 6ª Familia Eliminada  | 6ª Familia Eliminada  | 6ª Familia Eliminada  | 6ª Familia Eliminada  | 6ª Familia Eliminada  | 6ª Familia Eliminada  | 6ª Familia Eliminada  | 6ª Familia Eliminada  |                       |                       |                       |                       |
| Pupelis                    | 26 | 20                    | 22                    | 23                    | 23                    | 5ª Familia Eliminada  | 5ª Familia Eliminada  | 5ª Familia Eliminada  | 5ª Familia Eliminada  | 5ª Familia Eliminada  | 5ª Familia Eliminada  | 5ª Familia Eliminada  | 5ª Familia Eliminada  | 5ª Familia Eliminada  | 5ª Familia Eliminada  | 5ª Familia Eliminada  | 5ª Familia Eliminada  | 5ª Familia Eliminada  | 5ª Familia Eliminada  | 5ª Familia Eliminada  | 5ª Familia Eliminada  | 5ª Familia Eliminada  | 5ª Familia Eliminada  | 5ª Familia Eliminada  | 5ª Familia Eliminada  |                       |                       |                       |                       |                       |
| López                      | 10 | 14                    | 17                    | 5                     | 4ª Familia Eliminada  | 4ª Familia Eliminada  | 4ª Familia Eliminada  | 4ª Familia Eliminada  | 4ª Familia Eliminada  | 4ª Familia Eliminada  | 4ª Familia Eliminada  | 4ª Familia Eliminada  | 4ª Familia Eliminada  | 4ª Familia Eliminada  | 4ª Familia Eliminada  | 4ª Familia Eliminada  | 4ª Familia Eliminada  | 4ª Familia Eliminada  | 4ª Familia Eliminada  | 4ª Familia Eliminada  | 4ª Familia Eliminada  | 4ª Familia Eliminada  | 4ª Familia Eliminada  | 4ª Familia Eliminada  |                       |                       |                       |                       |                       |                       |
| Salas                      | 15 | 16                    | 14                    | 3.ª Familia Eliminada | 3.ª Familia Eliminada | 3.ª Familia Eliminada | 3.ª Familia Eliminada | 3.ª Familia Eliminada | 3.ª Familia Eliminada | 3.ª Familia Eliminada | 3.ª Familia Eliminada | 3.ª Familia Eliminada | 3.ª Familia Eliminada | 3.ª Familia Eliminada | 3.ª Familia Eliminada | 3.ª Familia Eliminada | 3.ª Familia Eliminada | 3.ª Familia Eliminada | 3.ª Familia Eliminada | 3.ª Familia Eliminada | 3.ª Familia Eliminada | 3.ª Familia Eliminada | 3.ª Familia Eliminada |                       |                       |                       |                       |                       |                       |                       |
| Azmi                       | 16 | 17                    | 2.ª Familia Eliminada | 2.ª Familia Eliminada | 2.ª Familia Eliminada | 2.ª Familia Eliminada | 2.ª Familia Eliminada | 2.ª Familia Eliminada | 2.ª Familia Eliminada | 2.ª Familia Eliminada | 2.ª Familia Eliminada | 2.ª Familia Eliminada | 2.ª Familia Eliminada | 2.ª Familia Eliminada | 2.ª Familia Eliminada | 2.ª Familia Eliminada | 2.ª Familia Eliminada | 2.ª Familia Eliminada | 2.ª Familia Eliminada | 2.ª Familia Eliminada | 2.ª Familia Eliminada | 2.ª Familia Eliminada |                       |                       |                       |                       |                       |                       |                       |                       |
| Tosunian                   | 11 | 1.ª Familia Eliminada | 1.ª Familia Eliminada | 1.ª Familia Eliminada | 1.ª Familia Eliminada | 1.ª Familia Eliminada | 1.ª Familia Eliminada | 1.ª Familia Eliminada | 1.ª Familia Eliminada | 1.ª Familia Eliminada | 1.ª Familia Eliminada | 1.ª Familia Eliminada | 1.ª Familia Eliminada | 1.ª Familia Eliminada | 1.ª Familia Eliminada | 1.ª Familia Eliminada | 1.ª Familia Eliminada | 1.ª Familia Eliminada | 1.ª Familia Eliminada | 1.ª Familia Eliminada | 1.ª Familia Eliminada |                       |                       |                       |                       |                       |                       |                       |                       |                       |
| Puntaje min. para salvarse | 16 | 20                    | 20                    | 23                    | 25                    | 27                    | 26                    |                       | 30                    |                       |                       |                       |                       |                       |                       |                       |                       |                       |                       |                       |                       |                       |                       |                       |                       |                       |                       |                       |                       |                       |

(A) No hubo puntaje para definir a los semifinalistas, (B) No presentaron su plato y fueron sentenciados automáticamente.
- Puntaje más alto
- Sentenciados y salvados por el jurado
- Sentenciados y salvados en el último momento
- Sentenciados y eliminados

## Equipo

### Conductor
- Leandro Leunis

### Jurado
- Christophe Krywonis
- Dolli Irigoyen
- Mauricio Asta